# Stazione di Aurigeno-Moghegno
La stazione di Aurigeno-Moghegno della Ferrovie Autolinee Regionali Ticinesi (FART) è stata una stazione ferroviaria, passante della ex ferrovia Locarno-Ponte Brolla-Bignasco ("Valmaggina") chiusa il 28 novembre 1965.

## Storia
La stazione venne aperta nel 1907 insieme alla linea e venne chiusa nel 28 novembre 1965.
Dopo la chiusura della linea, i binari vennero smantellati e il fabbricato demolito.
Tra la fine degli anni sessanta e inizi degli anni settanta il piazzale dei binari della stazione venne costruita l'attuale strada cantonale, insieme ad un tratto di ferrovia tra Aurigeno-Moghegno e l'attuale bivio che collega la vecchia strada di Maggia.

## Strutture e impianti
Era composto da un piccolo fabbricato viaggiatori con un binario per lo scalo merci. Non rimane traccia dell'infrastruttura: il fabbricato venne demolito e i due binari vennero smantellati per costruire l'attuale strada cantonale.